# Fången på fyren (skådespel)
Fången på fyren är ett skådespel av Malin Lagerlöf. Pjäsens tema är civilkurage och handlingen bygger på kartografen Anders Ahlmarks öde sedan han som anställd vid Sjöfartsverket upptäckt att ett grund inte var utmärkt på sjökortet trots att det var känt och att verket därmed var ansvarigt för Tsesisolyckan. Verket förnekade allt ansvar, och Ahlmark bytte efter flera års trakasserier yrkesbana. 
I pjäsen skildras förloppet genom hans egna funderingar, samtal i familjen, hans möten med arbetskamrater, chefer och representanter för rättssystemet och pressen. 
Olyckan som pjäsen bygger på inträffade 1977. Pjäsen hade urpremiär 1995 på Göteborgs stadsteater i regi av Eva Dahlman med Göran Ragnerstam.